# 同源异形基因
同源异形基因（英語：Hox genes）是生物體中一類專門調控生物形體的基因，一旦這些基因發生突變，就會使身體的一部分變形。其作用機制，主要是調控其他有關於細胞分裂、紡錘體方向，以及硬毛、附肢等部位發育的基因。Hox基因屬於同源框家族的其中一員，在大多數Hox基因中，會含有一段約180個核苷酸的同源異型盒，可以轉錄出含有約60個氨基酸序列，稱為同源异形域。
Hox基因的特色之一，是其排列順序与其作用順序、作用位置相关，例如位在較靠近3'端（DNA的其中一端）的基因，作用的位置較靠近頭部。而且動物界中的成員，皆擁有類似的Hox基因排列方式、產物與作用方式。Hox基因對於動物型態的影響，能使演化生物學研究得到關於型態轉變的線索。

## 調控型態的方式

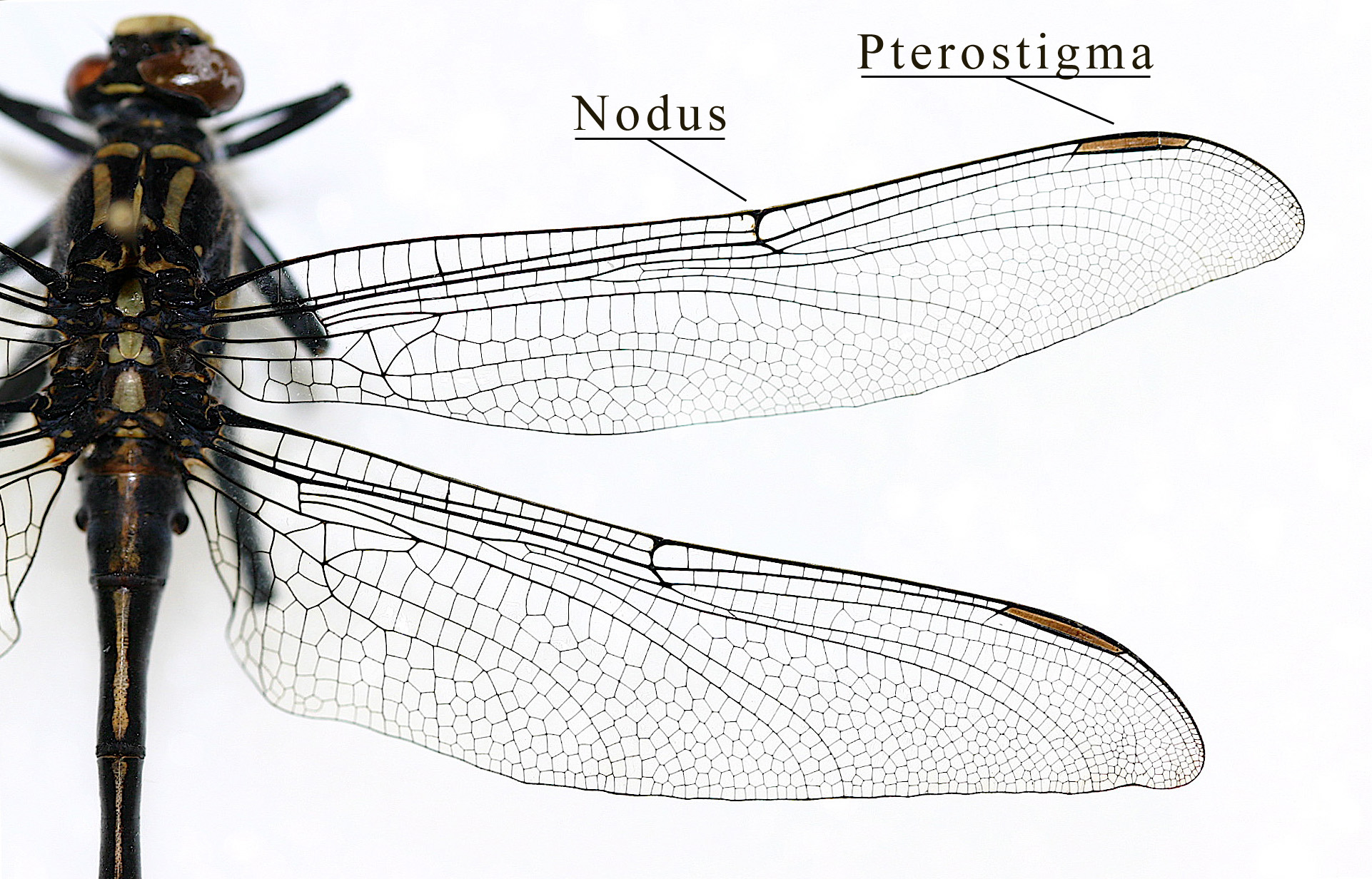
蜻蜓的前後兩對翅膀形狀相似。

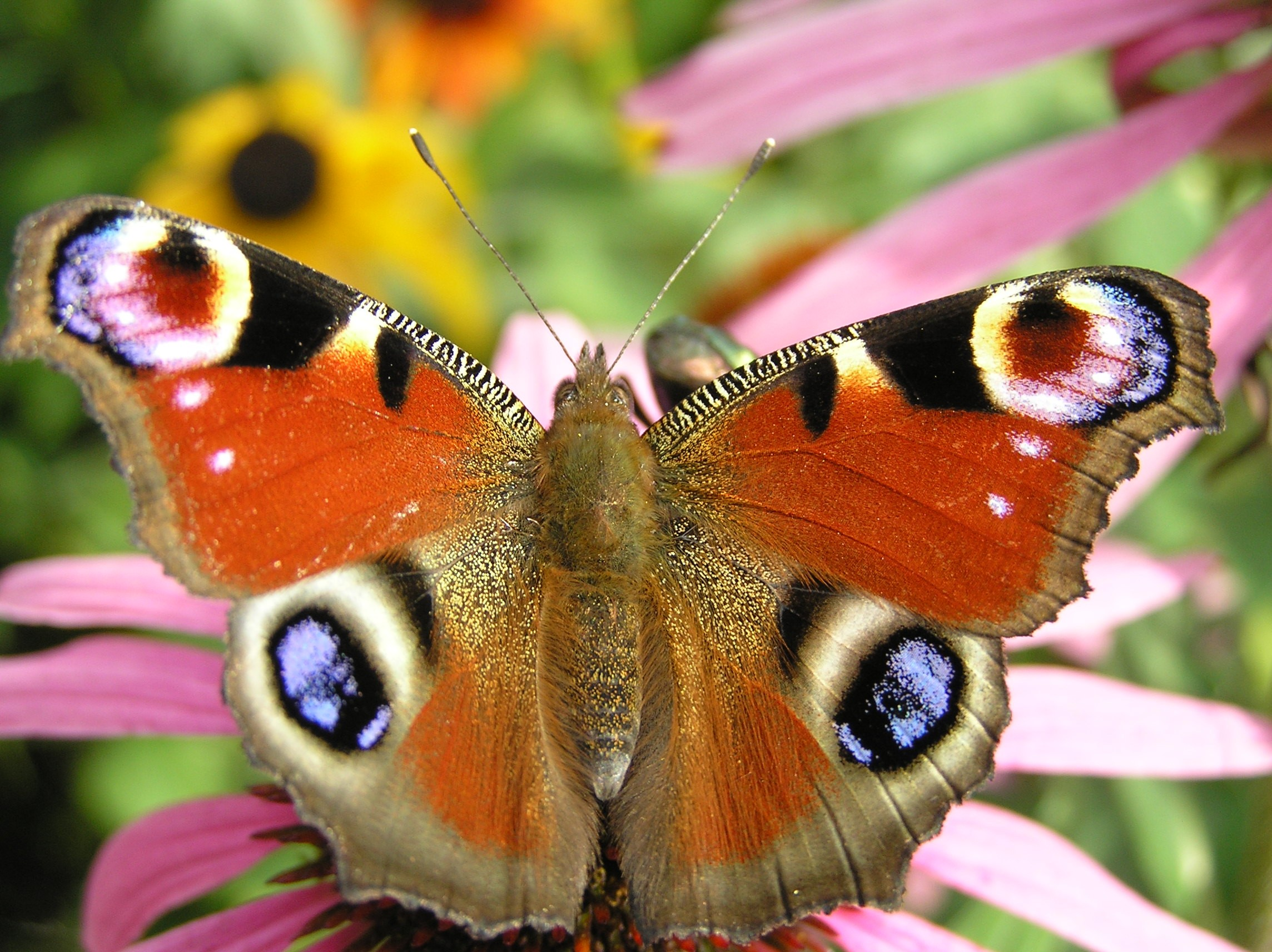
蝴蝶的前翅與後翅外型不同。

各種生物的Hox基因之表現方式類似，靠近3'端的基因會表現於動物的身體前部，靠近5'端則表現於身體的後部。除了這種規律之外，Hox基因又會因為一些原因，而在不同狀態下有不同的表現。
當Hox基因下游調控的基因改變時，會使個體產生變異，例如果蠅的平衡桿（halteres）與蝴蝶後翅的差別，就是源於兩者的Ubx基因受到的不同調控而產生。在演化的過程中，蜻蜓的Ubx下游基因調控階層（regulatory hierachy）與原始祖先較為相似，而鱗翅目（如蝴蝶）與雙翅目（如果蠅），則改變了一些對下游基因的調控方式。蜻蜓、蝴蝶與果蠅的調控階層比較如下表，紅色字表示受到活化的基因，灰色字表示此類昆蟲並不活化此基因：
| 昆蟲種類       | 上游Hox基因 | 調控階層                                            |
| 蜻蜓（蜻蛉目） | Ubx         | a1 → a2 → a3 b1 → b2 → b3 c1 → c2 → c3 d1 → d2 → d3 |
| 蝴蝶（鱗翅目） | Ubx         | a1 → a2 → a3 b1 → b2 → b3 c1 → c2 → c3 e1 → e2 → e3 |
| 果蠅（雙翅目） | Ubx         | a1 → a2 → a3 b1 → b2 → b3 c2 → c3 → c4 d1 → d2 → d3 |

除了調控方式的差異之外，當Hox基因本身改變，個體發育也會受到影響，例如Ubx基因發生變化時，會影響自身性質，進而影響與其他基因的交互作用，使動物產生不同外型。若是改變Hox基因在某一區域的表現狀況，則會使得此區域的發育產生變化，例如當Ubx與Abd-A所表現的蛋白質沒有作用時，會使Dll誘導前肢發育。不同區域的Hox基因表現變化，也會導致不同區域發展出不同的構造，例如Ubx與Abd-A在不同部位的交互作用方式差異，是造成不同附肢形成的原因。此外，基因的表現量也會影響發育，例如Hox基因數目不同的昆蟲與脊椎動物之間的差異。

## 各物種的Hox基因

### 果蠅

圖下方為黑腹果蠅的8個Hox基因。左邊的5個屬於ANT-C；右邊的3個屬於BX-C。基因與果蠅身體的顏色，表示基因所影響的身體部位。

果蠅（這裡指黑腹果蠅）的Hox基因皆位在其3號染色體右臂上，可分為兩個群集。一群稱作雙胸複合群（Bithorax complex，BX-C），此群集中的Ubx基因若突變，會使第3胸節（T3）變成第2胸節（T2），而且由於正常狀態下的翅膀是長在T2之上，因此這樣的突變同時會使果蠅長出兩對翅膀，並使原本長在T3上的平衡棒（haltere；雙翅目昆蟲特有的構造，源自其中一對翅膀）消失。此突變最早是卡耳文·布里吉斯（Calvin Bridges）於1915年發現。
另一群基因則稱為觸足複合群（Antennapedia complex，ANT-C），此基因群集中的Antp基因發生突變時，會使長在頭上的觸角替換成第二对腿。另外pb基因的突變，則是會使頭上的口器變成腿。
兩群基因一開始的研究成果，皆是由觀察它們對成蟲的影響而得。較晚的研究則發現，對果蠅的幼蟲（蛆）來說，BX-C影響了T3到A8部分的發育（果蠅分節：頭、T1~T3、A1~A8、性器），其中主要的影響位置是T3到A1。ANT-C則是影響頭部以及T1到T2部分。
| 群集名稱 | 位置     | 基因（名稱意義） | 影響位置 |
| ANT-C    | 靠近3'端 | lab（labial；唇） pb（proboscipedia；口器足） Dfd（Deformed；畸形） Scr（Sex combs reduced；性梳減少） Antp（Antennapedia；觸足） | 身體前部 |
| BX-C     | 靠近5'端 | Ubx（Ultrabithorax） AbdA（Abdominal A） AbdB（Abdominal B）                                                                      | 身體後部 |

### 人類
人類的Hox基因可分成4個基因群集，分別位在不同的染色體上，這些染色體分別是7號、17號、12號與2號。人類的Hox基因在書寫時以全大寫表達，例如HOXA、HOXB、HOXC與HOXD。此外，這些基因可分成13個平行同源家族（paralogous family），以數字表示，例如HOXA4，HOXB4，HOXC4與HOXD4。這些家族成員的DNA序列與轉錄出來的蛋白質序列類似。
其中HOXD13的突變會造成多指症（synpolydactyly）；而HOXA13的突變則會導致手腳生殖器症（hand-foot-genital syndrome，HGFS）。另外HOXB群集中的8個成員會影響紅血球的發育，其中HOXB4與HOXB7又會影響T細胞與B細胞。
| 位置                   | 基因群集 | 影響頭部                | 影響頸部    | 影響軀幹    | 影響四肢                          |
| 7號染色體 7p15 ~ p14   | HOXA     | HOXA1 HOXA2 HOXA3 HOXA4 | HOXA5 HOXA6 | HOXA7       | HOXA9 HOXA10 HOXA11 HOXA13        |
| 17號染色體 17q21 ~ q22 | HOXB     | HOXB1 HOXB2 HOXB3 HOXB4 | HOXB5 HOXB6 | HOXB7 HOXB8 | HOXB9                             |
| 12號染色體 12q12 ~ q13 | HOXC     | HOXC4                   | HOXC5 HOXC6 | HOXC8       | HOXC9 HOXC10 HOXC11 HOXC12 HOXC13 |
| 2號染色體 2q31 ~ q32   | HOXD     | HOXD1 HOXD3 HOXD4       |             | HOXD8       | HOXC9 HOXD10 HOXD11 HOXD12 HOXD13 |

### 老鼠
老鼠的Hox基因特性與人類相似，分別位在6號、11號、15號與2號染色體上，書寫時只有首字母大寫，例如Hoxa-11與Hoxd-11。
第3平行同源家族，也就是Hoxa-3、Hoxb-3與Hoxd-3基因，主要作用是產生頸部的脊椎骨。另外Hoxa-11或是Hoxd-11其中一的基因發生突變時，會使橈骨（radius）或尺骨（ulna）產生輕微缺陷。若是兩個基因同時突變，則會使兩塊骨頭皆退化。
| 位置       | 基因群集 | 基因                        | 基因          | 基因          | 基因                                   |
| 6號染色體  | Hoxa     | Hoxa-1 Hoxa-2 Hoxa-3 Hoxa-4 | Hoxa-5 Hoxa-6 | Hoxa-7        | Hoxa-9 Hoxa-10 Hoxa-11 Hoxa-13         |
| 11號染色體 | Hoxb     | Hoxb-1 Hoxb-2 Hoxb-3 Hoxb-4 | Hoxb-5 Hoxb-6 | Hoxb-7 Hoxb-8 | Hoxb-9                                 |
| 15號染色體 | Hoxc     | Hoxc-4                      | Hoxc-5 Hoxc-6 | Hoxc-8        | Hoxc-9 Hoxc-10 Hoxc-11 Hoxc-12 Hoxc-13 |
| 2號染色體  | Hoxd     | Hoxd-1 Hoxd-3 Hoxd-4        |               | Hoxd-8        | Hoxd-9 Hoxd-10 Hoxd-11 Hoxd-12 Hoxd-13 |

## 外部連結
- （中文）生物通 - 新發現 Hox基因成簇是多餘的？ （页面存档备份，存于）
- （中文）科景 - 生物：一個就夠了
- （中文）科景 - 生物：重造熱血奔騰的斑馬魚
- （英文）Society for Neuroscience - Hox Genes and Birth Defects （页面存档备份，存于）
- （英文）A brief overview of Hox genes